# Saint-Sulpice (Mayenne)
Saint-Sulpice és un municipi francès situat al departament de Mayenne i a la regió de País del Loira. L'any 2007 tenia 219 habitants.

## Demografia

### Població
El 2007 la població de fet de Saint-Sulpice era de 219 persones. Hi havia 76 famílies de les quals 8 eren unipersonals (8 homes vivint sols), 36 parelles sense fills i 32 parelles amb fills.
La població ha evolucionat segons el següent gràfic:
Habitants censats

### Habitatges
El 2007 hi havia 98 habitatges, 77 eren l'habitatge principal de la família, 10 eren segones residències i 11 estaven desocupats. 95 eren cases i 1 era un apartament. Dels 77 habitatges principals, 61 estaven ocupats pels seus propietaris i 16 estaven llogats i ocupats pels llogaters; 7 tenien tres cambres, 27 en tenien quatre i 43 en tenien cinc o més. 62 habitatges disposaven pel capbaix d'una plaça de pàrquing. A 29 habitatges hi havia un automòbil i a 48 n'hi havia dos o més.

### Piràmide de població
La piràmide de població per edats i sexe el 2009 era:
| Homes | Edats   | Dones |
| ----- | ------- | ----- |
| 0     | 95 o +  | 0     |
| 0     | 90 a 94 | 0     |
| 0     | 85 a 89 | 0     |
| 0     | 80 a 84 | 0     |
| 0     | 75 a 79 | 0     |
| 8     | 70 a 74 | 8     |
| 4     | 65 a 69 | 8     |
| 0     | 60 a 64 | 0     |
| 12    | 55 a 59 | 0     |
| 4     | 50 a 54 | 12    |
| 12    | 45 a 49 | 4     |
| 0     | 40 a 44 | 4     |
| 12    | 35 a 39 | 12    |
| 0     | 30 a 34 | 8     |
| 12    | 25 a 29 | 12    |
| 0     | 20 a 24 | 0     |
| 0     | 15 a 19 | 8     |
| 12    | 10 a 14 | 12    |
| 12    | 5 a 9   | 8     |
| 8     | 0 a 4   | 8     |

## Economia
El 2007 la població en edat de treballar era de 136 persones, 111 eren actives i 25 eren inactives. De les 111 persones actives 105 estaven ocupades (55 homes i 50 dones) i 6 estaven aturades (3 homes i 3 dones). De les 25 persones inactives 10 estaven jubilades, 12 estaven estudiant i 3 estaven classificades com a «altres inactius».

### Ingressos
El 2009 a Saint-Sulpice hi havia 81 unitats fiscals que integraven 241 persones, la mediana anual d'ingressos fiscals per persona era de 16.773 €.

### Activitats econòmiques
Dels 10 establiments que hi havia el 2007, 2 eren d'empreses de construcció, 3 d'empreses de comerç i reparació d'automòbils, 3 d'empreses d'hostatgeria i restauració, 1 d'una empresa d'informació i comunicació i 1 d'una empresa financera.
Dels 2 establiments de servei als particulars que hi havia el 2009, 1 era un paleta i 1 restaurant.
L'any 2000 a Saint-Sulpice hi havia 12 explotacions agrícoles que ocupaven un total de 588 hectàrees.

## Poblacions més properes
El següent diagrama mostra les poblacions més properes.